# Eli Lambeti
Eli Lambeti (gr. Έλλη Λαμπέτη; ur. 13 kwietnia 1926 we wsi Wilia (Zachodnia Attyka), zm. 3 września 1983 w Nowym Jorku) – grecka aktorka filmowa i teatralna.

## Życiorys
Córka właściciela tawerny Kostasa Lukosa i Anastasii Stamati. W 1928 wraz z rodziną przeniosła się do Aten. W 1941 rozpoczęła naukę w prywatnej szkole aktorskiej. Wtedy także przyjęła nazwisko Lambeti. W 1942 zadebiutowała na scenie teatralnej w sztuce Hanneles Himmelfahrt Gerharta Hauptmanna. W 1946 została zaangażowana przez reżysera Karolosa Kuna, w tym roku także rozpoczęła karierę filmową. Na planie filmu Aduloti sklawi poznała swojego przyszłego męża, Mariosa Ploritisa (w 1952 jej małżeństwo się rozpadło). W 1959 poznała Amerykanina Frederica Wakemana, który został jej drugim mężem.
Wystąpiła w dziesięciu filmach fabularnych. W 1981 pogarszający się stan zdrowia spowodował utratę głosu i przerwanie kariery. Zmarła na chorobę nowotworową gardła. Została pochowana na Pierwszym Cmentarzu Ateńskim.

## Filmografia
Filmy fabularne
- 1946: Aduloti sklawi jako Tatiana
- 1949: Diagoji… miden! jako Bilio Funduka
- 1949: Pedia tis Atinas jako Maria
- 1951: Matomena Christujena jako Eleni
- 1954: Niedzielne przebudzenie jako Mina Labrinu
- 1955: Podrobiona moneta jako Aliki
- 1956: Dziewczyna w czerni jako Marina
- 1958: Ostatnie kłamstwo jako Chloi Pella
- 1961: Darmozjad jako Liana
- 1968: Mia mera, o pateras mu